# Бети Алвер
Елизабет „Бети“ Алвер (на естонски: Elisabet „Betti“ Alver) (от 1937 г. е Елизабет Талвик, а от 1956 г. Елизабет Лепик) е една от най-известните естонски поетеси. Преводачка е на естонски език на романа на Александър Пушкин „Евгений Онегин“.

## Биография
Родена е на 23 ноември 1906 г. в Йъгева, Руска империя. Тя е сред първото поколение, което се обучава в училища в независима Естония. Посещава гимназия в Тарту., която завършва през 1924 г. От 1924 до 1927 г. учи в Тартуския университет естонски език и литература.
През 1927 г. публикува романа си „Любовница на вятъра“. Първата книга със стихотворения на Алвер е „Пепел и огън“, която е издадена през 1936 г. Бети Алвер превежда поеми на Александър Пушкин и неговите романи в стихове „Евгений Онегин»“ (1964), „Детство“ и „Мои университети“ на Максим Горки. Също така превежда от немски стиховете на Кристиян Петерсон. Стиховете на Алвер са преведени на руски, полски, немски, английски, чешки, италиански и други езици. В чест на Бети Алвер в нейния роден град в Йъгева се провеждат есенни дни на поезията „Звезден час“. През 2013 г. в нейна чест е наречен кратер на Меркурий – Алвер (Alver).
Умира на 19 юни 1989 г. в Тарту.

## Творчество
Тя започва като писателка на проза. Става известна като член на Арбуяд („Гадатели“ или „Магьосници“), малка група от влиятелни естонски поети и поетески, която включва Бернард Кангро, Уку Мазинг, Керсти Мерилаас, Март Рауд, Аугуст Санг, Хейти Талвик и Паул Вийдинг. След Втората световна война съпруга ѝ Хейти Талвик е арестуван от властите в СССР и умира в Сибир. За две или три десетилетия тя не пише нищо като поетеса като протест срещу съветското управление. Започва отново да пише през 60-те години, като едно от по-забележителните ѝ творения е колекцията Tähetund или „Звездни часове.“ Освен това пише романи и превежда. По случай 100-годишнината от раждането ѝ е отворен музей в Йъгева, посветен на творчеството и живота ѝ. Освен това е издадена пощенска марка.

## Книги със стихове
- „Прах и огън“ (1936);
- „Звезден час“ (1971);
- „Багри от живота“ (1971);
- „Корали в Емайъги“ (1986).